# 시몬 예르츠
시몬 예르츠(1990년 11월 1일 ~)는 스웨덴의 발명가, 제작자, 로봇 애호가, TV 호스트, 유튜버이다. 그는 이전에 종합격투기 스포츠 저널리즘에서 일했으며 스웨덴의 공식 웹 사이트 Sweden.se의 편집자이기도 하다. 유튜브 채널에서 구독자가 1 백만 명이 넘는다.